# Charles Rought
Charles Gardner Rought (ur. 16 października 1884 w Surbiton, zm. 31 stycznia 1919 w Lambeth) – brytyjski wioślarz, srebrny medalista olimpijski.
Kształcił się w Clifton College, gdzie grał w rugby.
Wystąpił na igrzyskach olimpijskich w Sztokholmie w 1912, gdzie brytyjska osada Thames Rowing Club w składzie: Julius Beresford, Karl Vernon, Charles Rought, Bruce Logan i Geoffrey Carr zdobyła srebrny medal w czwórkach ze sternikiem. Był to jego jedyny start olimpijski.
W trakcie I wojny światowej służył w Royal West Surrey Regiment w stopniu porucznika. Większość wojny spędził jako jeniec. Został odznaczony Gwiazdą 1914 z klamrą, Medalem Wojennym Brytyjskim i Medalem Zwycięstwa. Zmarł kilka miesięcy po zakończeniu wojny, na skutek zatrucia pokarmowego.